# Courmelles
Courmelles és un municipi francès situat al departament de l'Aisne i a la regió dels Alts de França. L'any 2007 tenia 1.711 habitants.

## Demografia

### Població
El 2007 la població de fet de Courmelles era de 1.711 persones. Hi havia 677 famílies de les quals 145 eren unipersonals (48 homes vivint sols i 97 dones vivint soles), 256 parelles sense fills, 224 parelles amb fills i 52 famílies monoparentals amb fills.
La població ha evolucionat segons el següent gràfic:
Habitants censats

### Habitatges
El 2007 hi havia 720 habitatges, 694 eren l'habitatge principal de la família, 4 eren segones residències i 22 estaven desocupats. 685 eren cases i 34 eren apartaments. Dels 694 habitatges principals, 580 estaven ocupats pels seus propietaris, 107 estaven llogats i ocupats pels llogaters i 7 estaven cedits a títol gratuït; 1 tenia una cambra, 21 en tenien dues, 64 en tenien tres, 219 en tenien quatre i 389 en tenien cinc o més. 555 habitatges disposaven pel capbaix d'una plaça de pàrquing. A 344 habitatges hi havia un automòbil i a 286 n'hi havia dos o més.

### Piràmide de població
La piràmide de població per edats i sexe el 2009 era:
| Homes | Edats   | Dones |
| ----- | ------- | ----- |
| 0     | 95 o +  | 0     |
| 4     | 90 a 94 | 0     |
| 0     | 85 a 89 | 12    |
| 8     | 80 a 84 | 16    |
| 32    | 75 a 79 | 12    |
| 40    | 70 a 74 | 36    |
| 40    | 65 a 69 | 52    |
| 52    | 60 a 64 | 72    |
| 44    | 55 a 59 | 40    |
| 88    | 50 a 54 | 92    |
| 52    | 45 a 49 | 80    |
| 76    | 40 a 44 | 48    |
| 56    | 35 a 39 | 60    |
| 36    | 30 a 34 | 56    |
| 37    | 25 a 29 | 32    |
| 44    | 20 a 24 | 28    |
| 60    | 15 a 19 | 48    |
| 56    | 10 a 14 | 44    |
| 60    | 5 a 9   | 28    |
| 48    | 0 a 4   | 16    |

## Economia
El 2007 la població en edat de treballar era de 1.120 persones, 754 eren actives i 366 eren inactives. De les 754 persones actives 685 estaven ocupades (373 homes i 312 dones) i 69 estaven aturades (34 homes i 35 dones). De les 366 persones inactives 156 estaven jubilades, 98 estaven estudiant i 112 estaven classificades com a «altres inactius».

### Ingressos
El 2009 a Courmelles hi havia 683 unitats fiscals que integraven 1.704,5 persones, la mediana anual d'ingressos fiscals per persona era de 17.832 €.

### Activitats econòmiques
Dels 37 establiments que hi havia el 2007, 1 era d'una empresa extractiva, 3 d'empreses alimentàries, 1 d'una empresa de fabricació de material elèctric, 3 d'empreses de fabricació d'altres productes industrials, 6 d'empreses de construcció, 9 d'empreses de comerç i reparació d'automòbils, 2 d'empreses de transport, 1 d'una empresa immobiliària, 5 d'empreses de serveis, 4 d'entitats de l'administració pública i 2 d'empreses classificades com a «altres activitats de serveis».
Dels 10 establiments de servei als particulars que hi havia el 2009, 1 era una funerària, 1 taller de reparació d'automòbils i de material agrícola, 2 paletes, 1 guixaire pintor, 2 fusteries, 1 lampisteria, 1 perruqueria i 1 veterinari.
Dels 4 establiments comercials que hi havia el 2009, 3 eren fleques i 1 una joieria.
L'any 2000 a Courmelles hi havia 4 explotacions agrícoles.

## Equipaments sanitaris i escolars
L'únic equipament sanitari que hi havia el 2009 era una farmàcia.
El 2009 hi havia 1 escola maternal i 1 escola elemental.

## Poblacions més properes
El següent diagrama mostra les poblacions més properes.